# 鏡宮
鏡宮（かがのみや）は、富山県射水市の町名である。道の駅カモンパーク新湊が所在している。

## 概要
国道8号と国道472号が立体交差する道路交通の要所であり、車両の往来が極めて多い。道の駅カモンパーク新湊や射水市新湊博物館、天然温泉海王など新湊の観光地も複数存在する。
ロシア人やパキスタン人の外国人街であり、外国人居住者数は114世帯172人と集落全体人口の4割を占める。彼らは主に富山新港での中古車などの貿易に携わっている。また、中古車の輸出不振からパキスタンカレー料理店に転向した者も複数みられ、「イミズスタン」とも呼ばれる独特の街を形成している。

## 地理
射水平野にあり、町全体において標高が低い。

## 世帯数と人口
2022年（令和4年）7月31日現在の世帯数と人口は以下の通りである。
| 町丁 | 世帯数  | 人口  |
| ---- | ------- | ----- |
| 鏡宮 | 203世帯 | 423人 |

## 小・中学校の校区

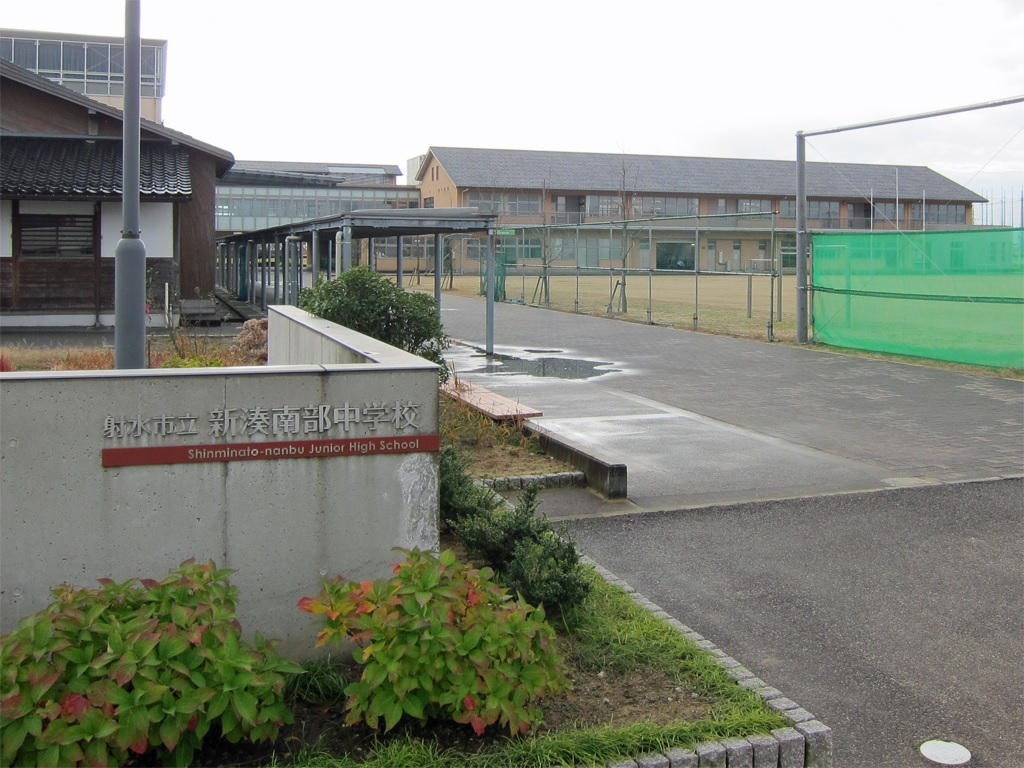
射水市立新湊南部中学校

市立小・中学校に通う場合、校区は以下の通りとなる。
| 番地 | 小学校             | 中学校                 |
| ---- | ------------------ | ---------------------- |
| 全域 | 射水市立作道小学校 | 射水市立新湊南部中学校 |

## 交通

### 道路
- 国道8号
- 国道472号

## 施設

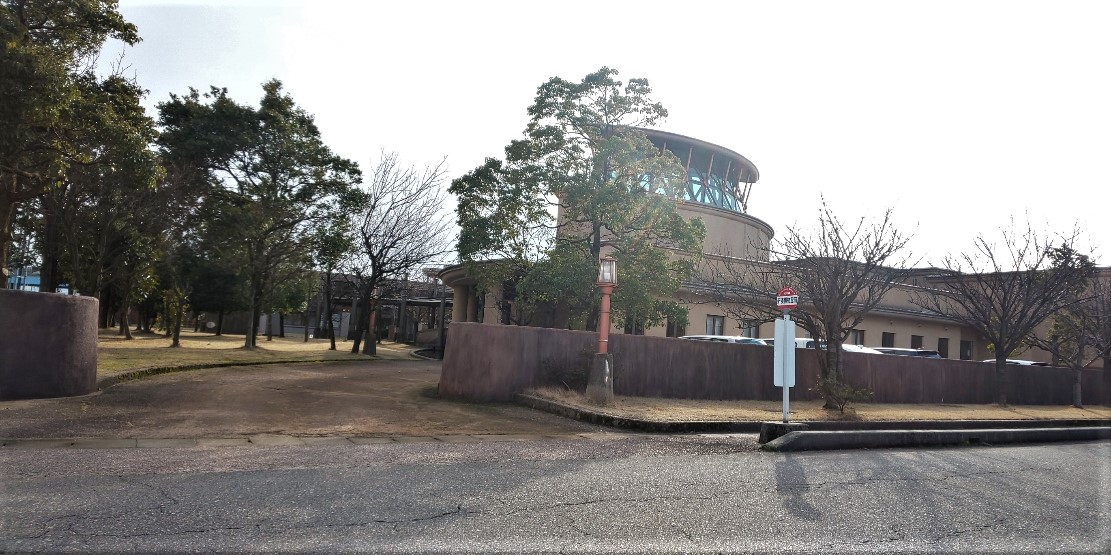
射水市新湊博物館

- 道の駅カモンパーク新湊
- 射水市新湊博物館
- 天然温泉海王
- 射水市立新湊南部中学校

## 参考出典
- 平凡社地方資料センター 編『富山県の地名 日本歴史地名大系 第16巻』平凡社、1994年。ISBN 4582910084。